# Sumi-otoshi
Sumi-otoshi (em japonês: 隅落; lit. "queda de canto") é uma das 40 técnicas de arremesso originais do judô, conforme desenvolvidas por Jigorō Kanō. A técnica faz parte do dai-gōkyo, quinto grupo do conjunto de técnicas de nage-waza, gōkyo, do Kodokan. A técnica se encontra classificada como te-waza.

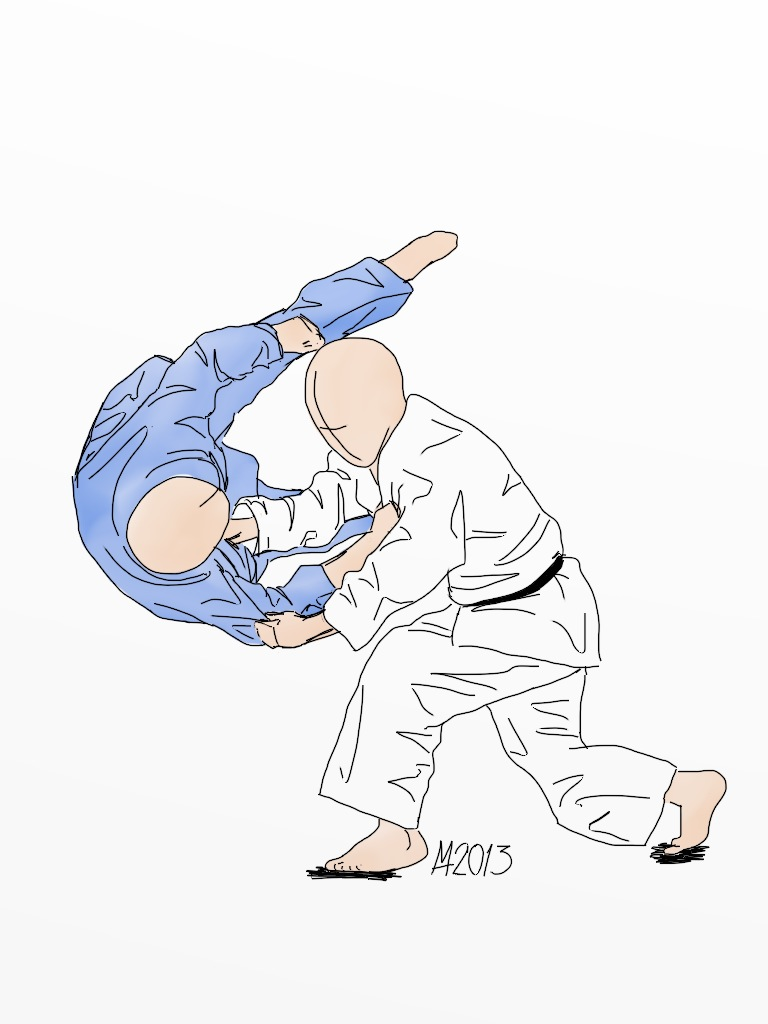
Sumi-otoshi

## Técnicas similares
Um termo sinônimo ao sumi-otoshi é kuki-nage (em japonês: 空気投; lit. "arremesso aéreo").
O uki-otoshi é uma técnica similar ao sumi-otoshi, pois ambas usam apenas as mãos para derrubar o judoca adversário.